# Liste der Stationen der S-Bahn Berlin

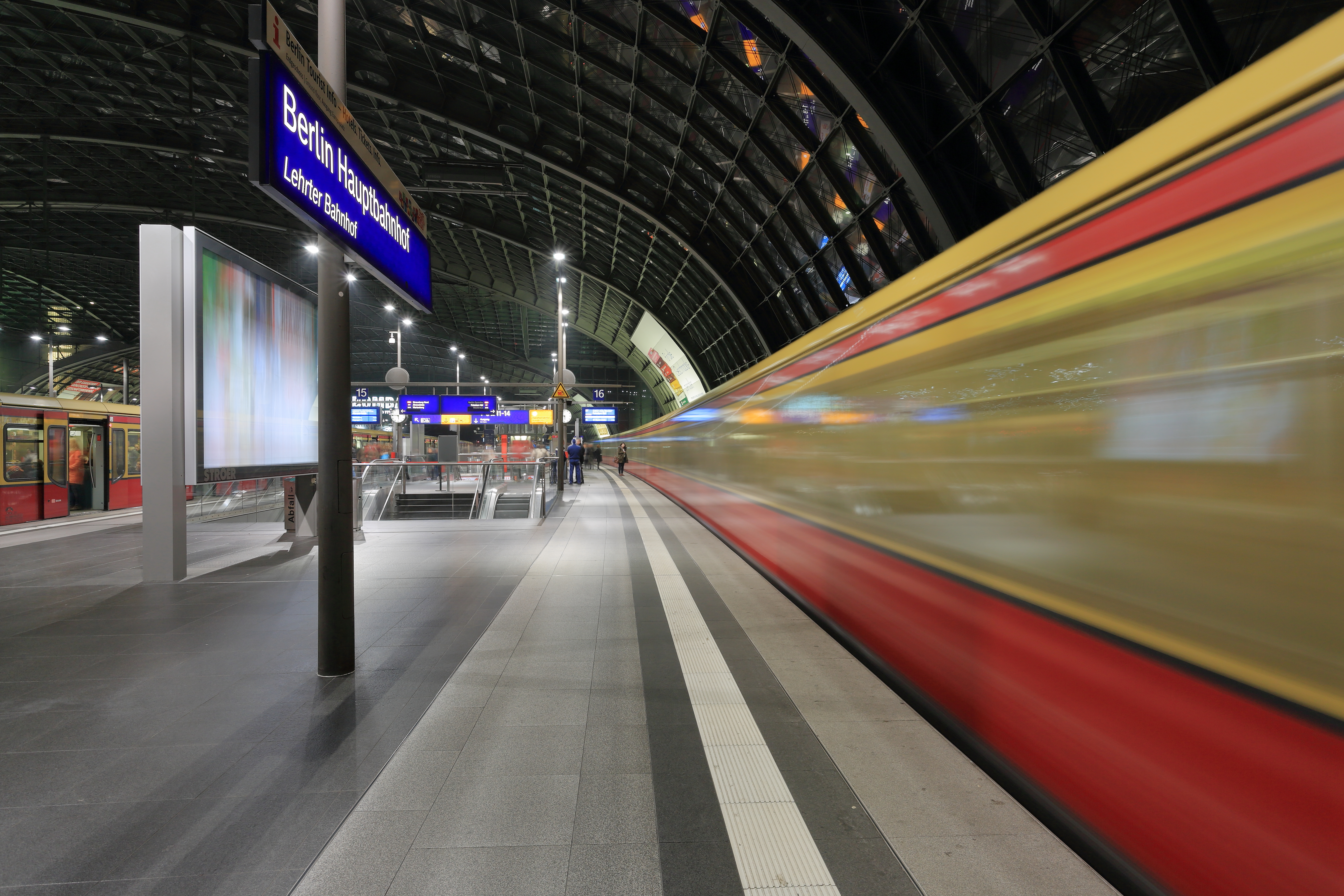
S-Bahnsteig in Berlin Hauptbahnhof, 2014

Die Liste der Stationen der S-Bahn Berlin ist ein Verzeichnis sämtlicher Bahnhöfe und Haltepunkte, die die elektrisch mit Gleichstrom betriebene Berliner S-Bahn bedient. Ehemalige sowie zukünftige Halte werden ebenso berücksichtigt.

## Übersicht
Das Netz der Berliner S-Bahn umfasst 168 S-Bahnhöfe bei einer Streckenlänge von 327,4 Kilometern. Etwa 73,8 Kilometer Strecke und 35 S-Bahnhöfe befinden sich davon im Land Brandenburg. Hinzu kommen 24 ehemalige Halte.
Die Liste umfasst ausschließlich die Stationen des mit Gleichstrom betriebenen S-Bahn-Systems. Weitere Bahnhöfe und Haltepunkte im Berliner Raum, die zum S-Bahn-Tarif erreicht werden konnten und bis Anfang der 1990er Jahre als „S-Bahn“ bezeichnet wurden („mit Dampf betriebene S-Bahn-Strecken“, später mit Diesel oder mit Wechselstrom bzw. mit der Duo S-Bahn) werden nicht aufgeführt.

## Legende
Die Liste führt alle Stationen, die von der Berliner S-Bahn angefahren werden bzw. wurden sowie geplante Stationen auf. Rot hinterlegte Zeilen weisen darauf hin, dass der S-Bahn-Betrieb an diesem Bahnhof oder Haltepunkt eingestellt ist. Dies muss nicht bedeuten, dass er komplett stillgelegt ist. Einige dieser ehemaligen S-Bahnhöfe werden immer noch durch den Regionalverkehr bedient. Zukünftig geplante Stationen sind durch grün hinterlegte Zellen gekennzeichnet.
Spalte S-Bahnhof (ehemaliger Name) nennt die laut Betriebsstellenverzeichnis offizielle Bezeichnung. In kleiner Schrift sind frühere Namen angegeben. Der Zeitraum, wann die Station welchen Namen trug, ist ebenso angegeben.
Spalte Strecke gibt an, an welchen betriebenen Strecken der S-Bahnhof liegt. Heute stillgelegte Strecken werden dabei nicht mit berücksichtigt.
Spalte Linie(n) gibt Auskunft darüber, welche Linien der S-Bahn Berlin die Station 2015 bedienen.
Spalte Lage nennt bei Betriebsstellen innerhalb Berlins den jeweiligen Ortsteil mit entsprechendem Bezirk. Handelt es sich um Stationen in Brandenburg, so ist der Ortsteil mit Kommune angegeben. Der Koordinatenlink zeigt auf einer Karte die exakte Lage.
Spalte Aufnahme bezieht sich auf den Tag, an dem der S-Bahn-Betrieb aufgenommen wurde, und nicht wann der Bahnhof erstmals eröffnet wurde. Wiedereröffnungen sind in Kleinschrift angegeben.
Spalte Einstellung nennt den Termin, an dem S-Bahn-Betrieb eingestellt wurde. Das bedeutet nicht, dass die Station damit komplett geschlossen wurde. In Kleinschrift werden Schließungsdaten dargestellt, wenn es danach noch eine Wiedereröffnung gab.
Spalte  zeigt an, ob neben der S-Bahn noch andere Züge den Bahnhof bedienen. Regional- und Fernverkehr werden hier nicht genau voneinander getrennt.
Spalte  gibt Auskunft, ob vor Ort Anbindung an die Berliner U-Bahn besteht.
Spalte Bemerkungen enthält weitere Hinweise und Anmerkungen.
Spalte Bild zeigt ein aktuelles oder historisches Bild.

## Verzeichnis
| S-Bahnhof (ehem. Name) | Strecke                                                | Linie(n)                                  | Lage                                                                          | Aufnahme                                 | Einstellung                              | Regionallinie | U-Bahn | Bemerkungen | Bild                             |
| --- | ------------------------------------------------------ | ----------------------------------------- | ----------------------------------------------------------------------------- | ---------------------------------------- | ---------------------------------------- | ------------- | ------ | --- | -------------------------------- |
| Adlershof (bis 1935: Adlershof–Alt-Glienicke) | Görlitzer Bahn                                         | S45 · S46 · S8 · S85 · S9                 | Adlershof (Treptow-Köpenick) 52° 26′ 5″ N, 13° 32′ 29″ O                      | 6. Nov. 1928                             |                                          |               |        | | Adlershof                        |
| Ahrensfelde | Wriezener Bahn                                         | S7                                        | Marzahn (Marzahn-Hellersdorf) 52° 34′ 18″ N, 13° 33′ 54″ O                    | 30. Dez. 1982                            |                                          | ×             |        | | Ahrensfelde                      |
| Albrechtshof | Hamburger Bahn                                         |                                           | Staaken (Spandau) 52° 32′ 58″ N, 13° 7′ 42″ O                                 | 14. Aug. 1951                            | 9. Okt. 1961                             |               |        | Für den Regionalverkehr in Betrieb                                                                                          | Albrechtshof                     |
| Alexanderplatz | Stadtbahn                                              | S3 · S5 · S7 · S9                         | Mitte (Mitte) 52° 31′ 17″ N, 13° 24′ 43″ O                                    | 11. Juni 1928                            |                                          | ×             | ×      | | Alexanderplatz                   |
| Alt-Reinickendorf (bis 1994: Reinickendorf) | Kremmener Bahn                                         | S25                                       | Reinickendorf (Reinickendorf) 52° 34′ 40″ N, 13° 21′ 2″ O                     | 16. März 1927 28. Mai 1995               | 9. Jan. 1984                             |               |        | | Alt-Reinickendorf                |
| Altglienicke | Grünauer Kreuz–BER                                     | S45 · S9                                  | Altglienicke (Treptow-Köpenick) 52° 24′ 26″ N, 13° 33′ 32″ O                  | 26. Feb. 1962                            |                                          |               |        | | Altglienicke                     |
| Anhalter Bahnhof | Anhalter Bahn Dresdener Bahn Nord-Süd-Tunnel           | S1 · S2 · S25 · S26                       | Kreuzberg (Friedrichshain-Kreuzberg) 52° 30′ 11″ N, 13° 22′ 55″ O             | 9. Okt. 1939 2. Juni 1946                | Apr. 1945                                |               |        | 1945–1946 aufgrund von Kriegsschäden geschlossen                                                                            | Anhalter Bahnhof                 |
| Attilastraße (bis 1992: Mariendorf) | Dresdener Bahn                                         | S2                                        | Tempelhof (Tempelhof-Schöneberg) 52° 26′ 52″ N, 13° 21′ 39″ O                 | 15. Mai 1939                             |                                          |               |        | | Attilastraße                     |
| Babelsberg (bis 1938: Nowawes) | Wannseebahn                                            | S7                                        | Babelsberg (Potsdam) 52° 23′ 29″ N, 13° 5′ 32″ O                              | 11. Juni 1928 1. Apr. 1992               | 9. Okt. 1961                             |               |        | 1961–1992 infolge des Mauerbaus kein elektrischer Betrieb                                                                   | Babelsberg                       |
| Baumschulenweg | Görlitzer Bahn Verbindungsbahn Baumschulenweg–Neukölln | S45 · S46 · S47 · S8 · S85 · S9           | Baumschulenweg (Treptow-Köpenick) 52° 28′ 3″ N, 13° 29′ 23″ O                 | 6. Nov. 1928                             |                                          |               |        | | Baumschulenweg                   |
| Bellevue | Stadtbahn                                              | S3 · S5 · S7 · S9                         | Hansaviertel (Mitte) 52° 31′ 12″ N, 13° 20′ 52″ O                             | 11. Juni 1928                            |                                          |               |        | | Bellevue                         |
| Bergfelde (b Berlin) | Blankenburg–Hohen Neuendorf                            | S8                                        | Bergfelde (Hohen Neuendorf) 52° 40′ 13″ N, 13° 19′ 13″ O                      | 27. Mai 1962                             |                                          |               |        | | Bergfelde (b Berlin)             |
| Bernau (b Berlin) | Stettiner Bahn                                         | S2                                        | Bernau bei Berlin 52° 40′ 34″ N, 13° 35′ 35″ O                                | 8. Aug. 1924                             |                                          | ×             |        | | Bernau (b Berlin)                |
| Bernau-Friedenstal | Stettiner Bahn                                         | S2                                        | Bernau bei Berlin 52° 40′ 7″ N, 13° 33′ 53″ O                                 | 30. Sep. 1997                            |                                          |               |        | | Bernau-Friedenstal               |
| Betriebsbahnhof Rummelsburg | Schlesische Bahn                                       | S3                                        | Rummelsburg (Lichtenberg) 52° 29′ 38″ N, 13° 29′ 52″ O                        | 11. Juni 1928 5. Jan. 1948               | Apr. 1945                                |               |        | Ab 1948 öffentlicher Halt                                                                                                   | Betriebsbahnhof Rummelsburg      |
| Beusselstraße | Ringbahn                                               | S41 · S42                                 | Moabit (Mitte) 52° 32′ 4″ N, 13° 19′ 46″ O                                    | 1. Feb. 1929 19. Dez. 2002               | 18. Sep. 1980                            |               |        | 1980 infolge des Reichsbahnerstreiks geschlossen                                                                            | Beusselstraße                    |
| Biesdorf | Ostbahn                                                | S5                                        | Biesdorf (Marzahn-Hellersdorf) 52° 30′ 47″ N, 13° 33′ 19″ O                   | 6. Nov. 1928                             |                                          |               |        | | Biesdorf                         |
| Birkenstein | Ostbahn                                                | S5                                        | Dahlwitz-Hoppegarten (Hoppegarten) 52° 30′ 57″ N, 13° 38′ 51″ O               | 21. Dez. 1992                            |                                          |               |        | | Birkenstein                      |
| Birkenwerder (b Berlin) | Nordbahn                                               | S1 · S8                                   | Birkenwerder 52° 41′ 19″ N, 13° 17′ 20″ O                                     | 5. Juni 1925                             |                                          | ×             |        | | Birkenwerder                     |
| Blankenburg | Stettiner Bahn Blankenburg–Hohen Neuendorf             | S2 · S26 · S8                             | Blankenburg (Pankow) 52° 35′ 29″ N, 13° 26′ 37″ O                             | 8. Aug. 1924                             |                                          |               |        | | Blankenburg                      |
| Blankenfelde (Kr Teltow-Fläming) | Dresdener Bahn                                         | S2                                        | Blankenfelde-Mahlow 52° 20′ 13″ N, 13° 24′ 58″ O                              | 8. Okt. 1950 31. Aug. 1992               | 12. Sep. 1961                            | ×             |        | 1961–1992 infolge des Mauerbaus kein elektrischer Betrieb 1992 errichteter Bahnsteig nordöstlich zum ehemaligen S-Bahnsteig | Blankenfelde (Kr Teltow-Fläming) |
| Borgsdorf | Nordbahn                                               | S1                                        | Borgsdorf (Hohen Neuendorf) 52° 42′ 56″ N, 13° 16′ 35″ O                      | 4. Okt. 1925                             |                                          |               |        | | Borgsdorf                        |
| Bornholmer Straße | Nordbahn Stettiner Bahn                                | S1 · S2 · S25 · S26 · S8 · S85            | Prenzlauer Berg (Pankow) 52° 33′ 16″ N, 13° 23′ 53″ O                         | 1. Okt. 1935 22. Dez. 1990               | 13. Aug. 1961                            |               |        | 1961 infolge des Mauerbaus geschlossen 1990–2001 zusätzlicher Behelfsbahnsteig                                              | Bornholmer Straße                |
| Botanischer Garten | Wannseebahn                                            | S1                                        | Lichterfelde (Steglitz-Zehlendorf) 52° 26′ 53″ N, 13° 18′ 26″ O               | 15. Mai 1933 1. Feb. 1985                | 18. Sep. 1980                            |               |        | 1980 infolge des Reichsbahnerstreiks geschlossen                                                                            | Botanischer Garten               |
| Brandenburger Tor (bis 2009: Unter den Linden) | Nord-Süd-Tunnel                                        | S1 · S2 · S25 · S26                       | Mitte (Mitte) 52° 30′ 59″ N, 13° 22′ 51″ O                                    | 27. Juli 1936 2. Juni 1946 1. Sep. 1990  | Apr. 1945 13. Aug. 1961                  |               | ×      | 1961 infolge des Mauerbaus geschlossen                                                                                      | Brandenburger Tor                |
| Buch | Stettiner Bahn                                         | S2                                        | Buch (Pankow) 52° 38′ 9″ N, 13° 29′ 30″ O                                     | 8. Aug. 1924                             |                                          |               |        | | Buch                             |
| Buckower Chaussee | Dresdener Bahn                                         | S2                                        | Marienfelde (Tempelhof-Schöneberg) 52° 24′ 37″ N, 13° 22′ 58″ O               | 15. Mai 1946                             |                                          |               |        | | Buckower Chaussee                |
| Bundesplatz (bis 1938: Wilmersdorf-Friedenau, 1938–1993: Wilmersdorf)                                                                                 | Ringbahn                                               | S41 · S42 · S46                           | Wilmersdorf (Tempelhof-Schöneberg) 52° 28′ 39″ N, 13° 19′ 43″ O               | 6. Nov. 1928 17. Dez. 1993               | 18. Sep. 1980                            |               | ×      | 1980 infolge des Reichsbahnerstreiks geschlossen                                                                            | Bundesplatz                      |
| Charlottenburg | Stadtbahn Wetzlarer Bahn                               | S3 · S5 · S7 · S9                         | Charlottenburg (Charlottenburg-Wilmersdorf) 52° 30′ 17″ N, 13° 18′ 12″ O      | 11. Juni 1928                            |                                          | ×             | ×      | | Charlottenburg                   |
| Dahlewitz | Dresdener Bahn                                         |                                           | Dahlewitz (Blankenfelde-Mahlow) 52° 19′ 34″ N, 13° 25′ 12″ O                  | 6. Okt. 1940                             | 12. Sep. 1961                            | ×             |        | 1961 infolge des Mauerbaus der S-Bahn-Verkehr eingestellt. Für den Regionalverkehr in Betrieb.                              | Bahnhof Dahlewitz                |
| Dreilinden | Friedhofsbahn                                          |                                           | Dreilinden (Kleinmachnow) 52° 24′ 14″ N, 13° 10′ 42″ O                        | 10. Juli 1928 11. Sep. 1954              | 19. Jan. 1953 13. Aug. 1961              |               |        | 1961 infolge des Mauerbaus geschlossen.                                                                                     | Dreilinden                       |
| Düppel (1951–1973: Düppel-Kleinmachnow) | Stammbahn                                              |                                           | Zehlendorf (Steglitz-Zehlendorf) 52° 25′ 17″ N, 13° 13′ 36″ O                 | 15. Juni 1948                            | 18. Sep. 1980                            |               |        | | Düppel                           |
| Ebersstraße | Ringbahn                                               |                                           | Schöneberg                                                                    | 6. Nov. 1928                             | 1. März 1933                             |               |        | Ersatz durch Schöneberg |                                  |
| Eichborndamm (bis 1994: Eichbornstraße) | Kremmener Bahn                                         | S25                                       | Reinickendorf (Reinickendorf) 52° 34′ 39″ N, 13° 19′ 1″ O                     | 16. März 1927 28. Mai 1995               | 9. Jan. 1984                             |               |        | | Eichborndamm                     |
| Eichkamp | Wetzlarer Bahn                                         |                                           | Grunewald (Charlottenburg-Wilmersdorf) 52° 29′ 51″ N, 13° 16′ 24″ O           | 6. Juni 1928                             | 23. Aug. 1928                            |               |        | Ersatz durch Eichkamp (heute: Messe Süd)                                                                                    |                                  |
| Eichwalde (bis 1953: Eichwalde [Kr Teltow]) | Görlitzer Bahn                                         | S46 · S8                                  | Eichwalde 52° 22′ 17″ N, 13° 36′ 55″ O                                        | 30. Apr. 1951                            |                                          |               |        | | Eichwalde                        |
| Erkner | Schlesische Bahn                                       | S3                                        | Erkner 52° 25′ 47″ N, 13° 45′ 5″ O                                            | 11. Juni 1928 1. Sep. 1948               | Apr. 1945                                | ×             |        | 1945 infolge von Reparationen geschlossen                                                                                   | Erkner                           |
| Falkensee | Hamburger Bahn                                         |                                           | Falkensee 52° 33′ 38″ N, 13° 5′ 12″ O                                         | 14. Aug. 1951                            | 9. Okt. 1961                             | ×             |        | 1961 infolge des Mauerbaus der S-Bahn-Verkehr eingestellt. Für den Regionalverkehr in Betrieb.                              | Bahnhof Falkensee 2016           |
| Feuerbachstraße | Wannseebahn                                            | S1                                        | Steglitz (Steglitz-Zehlendorf) 52° 27′ 49″ N, 13° 19′ 57″ O                   | 15. Mai 1933 1. Feb. 1985                | 18. Sep. 1980                            |               |        | 1980 infolge des Reichsbahnerstreiks geschlossen                                                                            | Feuerbachstraße                  |
| Flughafen BER | Grünauer Kreuz–BER                                     | S45 · S9                                  | Schönefeld 52° 22′ 0″ N, 13° 30′ 12″ O                                        | 26. Okt. 2020                            |                                          | ×             |        | Flughafenbahnhof des BER | Bahnhof Flughafen BER            |
| Frankfurter Allee (1949–1961: Stalinallee) | Ringbahn                                               | S41 · S42 · S8 · S85                      | Friedrichshain (Friedrichshain-Kreuzberg) 52° 30′ 54″ N, 13° 28′ 27″ O        | 1. Feb. 1929                             |                                          |               | ×      | | Frankfurter Allee                |
| Fredersdorf (b Berlin) | Ostbahn                                                | S5                                        | Fredersdorf-Vogelsdorf 52° 31′ 35″ N, 13° 45′ 45″ O                           | 1. Sep. 1948                             |                                          |               |        | | Fredersdorf                      |
| Friedenau | Wannseebahn                                            | S1                                        | Schöneberg (Tempelhof-Schöneberg) 52° 28′ 12″ N, 13° 20′ 26″ O                | 15. Mai 1933 1. Feb. 1985                | 18. Sep. 1980                            |               |        | 1980 infolge des Reichsbahnerstreiks geschlossen                                                                            | Friedenau                        |
| Friedrichsfelde Ost | Ostbahn                                                | S5 · S7 · S75                             | Berlin-Marzahn (Marzahn-Hellersdorf) 52° 30′ 51″ N, 13° 31′ 11″ O             | 6. Nov. 1928                             |                                          |               |        | | Friedrichsfelde Ost              |
| Friedrichshagen | Schlesische Bahn                                       | S3                                        | Friedrichshagen (Treptow-Köpenick) 52° 27′ 27″ N, 13° 37′ 24″ O               | 11. Juni 1928 30. Apr. 1948              | Apr. 1945                                |               |        | 1945 infolge von Reparationen geschlossen                                                                                   | Friedrichshagen                  |
| Friedrichstraße | Stadtbahn Nord-Süd-Tunnel                              | S1 · S2 · S25 · S26 · S3 · S5 · S7 · S9   | Mitte (Mitte) 52° 31′ 13″ N, 13° 23′ 13″ O                                    | 11. Juni 1928                            |                                          | ×             | ×      | | Friedrichstraße                  |
| Frohnau (bis 1938: Frohnau [Mark]) | Nordbahn                                               | S1 · S85                                  | Frohnau (Reinickendorf) 52° 37′ 57″ N, 13° 17′ 25″ O                          | 5. Juni 1925 1. Okt. 1984                | 9. Jan. 1984                             |               |        | | Frohnau                          |
| Gartenfeld | Siemensbahn                                            |                                           | Siemensstadt (Spandau) 52° 32′ 48″ N, 13° 14′ 58″ O                           | 18. Dez. 1929                            | 19. Aug. 1980                            |               |        | | Gartenfeld                       |
| Gehrenseestraße | Springpfuhl–Wartenberg                                 | S75                                       | Neu-Hohenschönhausen (Lichtenberg) 52° 33′ 24″ N, 13° 31′ 28″ O               | 20. Dez. 1984                            |                                          |               |        | Arbeitstitel Gartenstadt | Gehrenseestraße                  |
| Gesundbrunnen | Ringbahn Stettiner Bahn                                | S1 · S2 · S25 · S26 · S41 · S42           | Gesundbrunnen (Mitte) 52° 32′ 55″ N, 13° 23′ 22″ O                            | 8. Aug. 1924 1. Mai 1984                 | 9. Jan. 1984                             | ×             | ×      | Ringbahnsteig 1980 infolge des Reichsbahnerstreiks geschlossen; Wiederöffnung Ringbahnsteig 2001                            | Gesundbrunnen                    |
| Greifswalder Straße (bis 1946: Weißensee) (1986–1993: Ernst-Thälmann-Park)                                                                            | Ringbahn                                               | S41 · S42 · S8 · S85                      | Prenzlauer Berg (Pankow) 52° 32′ 24″ N, 13° 26′ 26″ O                         | 1. Feb. 1929                             |                                          |               |        | | Greifswalder Straße              |
| Griebnitzsee | Wannseebahn                                            | S7                                        | Babelsberg (Potsdam) 52° 23′ 40″ N, 13° 7′ 38″ O                              | 6. Nov. 1928 1. Apr. 1992                | 9. Okt. 1961                             | ×             |        | 1961 infolge des Mauerbaus geschlossen                                                                                      | Griebnitzsee                     |
| Grünau (bis 1929: Grünau [Mark]) | Görlitzer Bahn                                         | S46 · S8 · S85                            | Grünau (Treptow-Köpenick) 52° 24′ 45″ N, 13° 34′ 26″ O                        | 6. Nov. 1928                             |                                          |               |        | | Grünau                           |
| Grünbergallee | Grünauer Kreuz–BER                                     | S45 · S9                                  | Altglienicke (Treptow-Köpenick) 52° 23′ 57″ N, 13° 32′ 30″ O                  | 27. Mai 1962                             |                                          |               |        | | Grünbergallee                    |
| Grunewald | Wetzlarer Bahn                                         | S7                                        | Grunewald (Charlottenburg-Wilmersdorf) 52° 29′ 21″ N, 13° 15′ 41″ O           | 6. Nov. 1928 1. Mai 1984                 | 9. Jan. 1984                             |               |        | | Grunewald                        |
| Hackescher Markt (bis 1951: Börse) (1951–1992: Marx-Engels-Platz)                                                                                     | Stadtbahn                                              | S3 · S5 · S7 · S9                         | Mitte (Mitte) 52° 31′ 21″ N, 13° 24′ 8″ O                                     | 11. Juni 1928                            |                                          |               |        | | Hackescher Markt                 |
| Halensee | Ringbahn                                               | S41 · S42 · S46                           | Halensee (Charlottenburg-Wilmersdorf) 52° 29′ 46″ N, 13° 17′ 26″ O            | 6. Nov. 1928 17. Dez. 1993               | 18. Sep. 1980                            |               |        | 1980 infolge des Reichsbahnerstreiks geschlossen                                                                            | Halensee                         |
| Hauptbahnhof (bis 2002: Lehrter Stadtbahnhof) (2002–2006: Hauptbahnhof–Lehrter Bahnhof)                                                               | Stadtbahn                                              | S3 · S5 · S7 · S9                         | Moabit (Mitte) 52° 31′ 30″ N, 13° 22′ 10″ O                                   | 11. Juni 1928 26. Mai 2006               |                                          | ×             | ×      | | Hauptbahnhof                     |
| Heerstraße | Spandauer Vorortbahn                                   | S3 · S9                                   | Westend (Charlottenburg-Wilmersdorf) 52° 30′ 31″ N, 13° 15′ 31″ O             | 23. Aug. 1928 16. Jan. 1998              | 17. Sep. 1980                            |               |        | 1980 infolge des Reichsbahnerstreiks geschlossen                                                                            | Heerstraße                       |
| Hegermühle | Strausberg–Strausberg Nord                             | S5                                        | Strausberg 52° 32′ 56″ N, 13° 52′ 0″ O                                        | 5. Okt. 1984                             |                                          |               |        | | Hegermühle                       |
| Heidelberger Platz (bis 1993: Schmargendorf) | Ringbahn                                               | S41 · S42 · S46                           | Wilmersdorf (Charlottenburg-Wilmersdorf) 52° 28′ 48″ N, 13° 18′ 43″ O         | 6. Nov. 1928 17. Dez. 1993               | 18. Sep. 1980                            |               | ×      | 1980 infolge des Reichsbahnerstreiks geschlossen                                                                            | Heidelberger Platz               |
| Heiligensee | Kremmener Bahn                                         | S25                                       | Heiligensee (Reinickendorf) 52° 37′ 29″ N, 13° 13′ 45″ O                      | 16. März 1927 15. Dez. 1998              | 9. Jan. 1984                             |               |        | | Heiligensee                      |
| Hennigsdorf (b Berlin) | Kremmener Bahn                                         | S25                                       | Hennigsdorf 52° 38′ 17″ N, 13° 12′ 21″ O                                      | 16. März 1927 15. Dez. 1998              | 20. Sep. 1983                            | ×             |        | | Hennigsdorf                      |
| Hennigsdorf Nord | Kremmener Bahn                                         |                                           | Hennigsdorf 52° 39′ 36″ N, 13° 12′ 12″ O                                      | 18. Aug. 1958                            | 20. Sep. 1983                            |               |        | | Hennigsdorf Nord                 |
| Hermannstraße | Ringbahn                                               | S41 · S42 · S45 · S46 · S47               | Neukölln (Neukölln) 52° 28′ 3″ N, 13° 25′ 52″ O                               | 6. Nov. 1928 17. Dez. 1993               | 18. Sep. 1980                            |               | ×      | 1980 infolge des Reichsbahnerstreiks geschlossen                                                                            | Hermannstraße                    |
| Hermsdorf (bis 1929: Hermsdorf [b Berlin]) | Nordbahn                                               | S1 · S85                                  | Hermsdorf (Reinickendorf) 52° 37′ 4″ N, 13° 18′ 25″ O                         | 5. Juni 1925 1. Okt. 1984                | 9. Jan. 1984                             |               |        | | Hermsdorf                        |
| Hirschgarten | Schlesische Bahn                                       | S3                                        | Friedrichshagen (Treptow-Köpenick) 52° 27′ 28″ N, 13° 36′ 12″ O               | 11. Juni 1928 30. Apr. 1948              | Apr. 1945                                |               |        | 1945 infolge von Reparationen geschlossen                                                                                   | Hirschgarten                     |
| Hohen Neuendorf (b Berlin) | Nordbahn Blankenburg–Hohen Neuendorf                   | S1 · S8                                   | Hohen Neuendorf 52° 40′ 6″ N, 13° 17′ 13″ O                                   | 5. Juni 1925                             |                                          |               |        | | Hohen Neuendorf                  |
| Hohenschönhausen | Springpfuhl–Wartenberg                                 | S75                                       | Neu-Hohenschönhausen (Lichtenberg) 52° 33′ 59″ N, 13° 30′ 44″ O               | 20. Dez. 1984                            |                                          | ×             |        | | Hohenschönhausen                 |
| Hohenschöpping | Kremmener Bahn                                         |                                           | Velten 52° 40′ 12″ N, 13° 11′ 40″ O                                           | 13. Apr. 1938                            | 20. Sep. 1983                            |               |        | | Hohenschöpping                   |
| Hohenzollerndamm | Ringbahn                                               | S41 · S42 · S46                           | Halensee (Charlottenburg-Wilmersdorf) 52° 29′ 19″ N, 13° 18′ 1″ O             | 6. Nov. 1928 17. Dez. 1993               | 18. Sep. 1980                            |               |        | 1980 infolge des Reichsbahnerstreiks geschlossen                                                                            | Hohenzollerndamm                 |
| Hoppegarten (Mark) | Ostbahn                                                | S5                                        | Dahlwitz-Hoppegarten (Hoppegarten) 52° 31′ 6″ N, 13° 40′ 24″ O                | 7. März 1947                             |                                          |               |        | | Hoppegarten                      |
| Humboldthain | Stettiner Bahn                                         | S1 · S2 · S25 · S26                       | Gesundbrunnen (Mitte) 52° 32′ 42″ N, 13° 22′ 46″ O                            | 31. Jan. 1935 1. Mai 1984                | 9. Jan. 1984                             |               |        | | Humboldthain                     |
| Innsbrucker Platz | Ringbahn                                               | S41 · S42 · S46                           | Friedenau (Tempelhof-Schöneberg) 52° 28′ 43″ N, 13° 20′ 38″ O                 | 1. Juli 1933 30. Sep. 1979 17. Dez. 1993 | 1. Juni 1972 18. Sep. 1980               |               | ×      | 1972 infolge des Autobahnbaus geschlossen, 1980 infolge des Reichsbahnerstreiks geschlossen                                 | Innsbrucker Platz                |
| Jannowitzbrücke | Stadtbahn                                              | S3 · S5 · S7 · S9                         | Mitte (Mitte)                                                                 | 11. Juni 1928                            |                                          |               | ×      | | Jannowitzbrücke                  |
| Johannisthal (bis 1945: Betriebshaltepunkt Niederschöneweide, bis Dezember 2020 Betriebsbahnhof Berlin-Schöneweide)                                   | Görlitzer Bahn                                         | S45 · S46 · S8 · S85 · S9                 | Niederschöneweide (Treptow-Köpenick) 52° 26′ 48″ N, 13° 31′ 26″ O             | 6. Nov. 1928                             |                                          |               |        | Ab 1945 öffentlicher Halt                                                                                                   | Betriebsbahnhof Schöneweide      |
| Julius-Leber-Brücke | Wannseebahn                                            | S1                                        | Schöneberg (Tempelhof-Schöneberg)                                             | 18. Apr. 1929 2. Mai 2008                | 3. Juni 1944                             |               |        | 1929–1944 befand sich an gleicher Stelle der Bahnhof Kolonnenstraße, bedient über die Ringbahn (Südringspitzkehre)          | Julius-Leber-Brücke              |
| Jungfernheide | Ringbahn Siemensbahn                                   | S41 · S42                                 | Charlottenburg-Nord (Charlottenburg-Wilmersdorf) 52° 31′ 49″ N, 13° 17′ 58″ O | 1. Feb. 1929 15. Apr. 1997               | 18. Sep. 1980                            | ×             | ×      | 1980 infolge des Reichsbahnerstreiks geschlossen                                                                            | Jungfernheide                    |
| Karl-Bonhoeffer-Nervenklinik (bis 1994: Wittenau [Kremmener Bahn])                                                                                    | Kremmener Bahn                                         | S25                                       | Berlin-Reinickendorf (Reinickendorf) 52° 34′ 42″ N, 13° 19′ 53″ O             | 16. März 1927 28. Mai 1995               | 9. Jan. 1984                             |               | ×      | | Karl-Bonhoeffer-Nervenklinik     |
| Karlshorst | Schlesische Bahn                                       | S3                                        | Karlshorst (Lichtenberg) 52° 28′ 51″ N, 13° 31′ 33″ O                         | 11. Juni 1928 5. Jan. 1945               | Apr. 1945                                |               |        | 1945 infolge von Reparationen geschlossen                                                                                   | Karlshorst                       |
| Karow | Nördlicher Güteraußenring Stettiner Bahn               | S2                                        | Karow (Pankow) 52° 36′ 54″ N, 13° 28′ 9″ O                                    | 8. Aug. 1924                             |                                          | ×             |        | Bahnsteiggleicher Umstieg zur Regionalbahn                                                                                  | Karow                            |
| Kaulsdorf | Ostbahn                                                | S5                                        | Kaulsdorf (Marzahn-Hellersdorf) 52° 30′ 44″ N, 13° 35′ 25″ O                  | 6. Nov. 1928                             |                                          |               |        | | Kaulsdorf                        |
| Köllnische Heide | Verbindungsbahn Baumschulenweg–Neukölln                | S45 · S46 · S47                           | Neukölln (Neukölln) 52° 28′ 10″ N, 13° 28′ 3″ O                               | 6. Nov. 1928 17. Dez. 1993               | 18. Sep. 1980                            |               |        | 1980 infolge des Reichsbahnerstreiks geschlossen                                                                            | Köllnische Heide                 |
| Königs Wusterhausen | Görlitzer Bahn                                         | S46                                       | Königs Wusterhausen 52° 17′ 48″ N, 13° 37′ 52″ O                              | 30. Apr. 1951                            |                                          | ×             |        | | Königs Wusterhausen              |
| Köpenick (bis 1933: Cöpenick) | Schlesische Bahn                                       | S3                                        | Köpenick (Treptow-Köpenick) 52° 27′ 31″ N, 13° 34′ 51″ O                      | 11. Juni 1928 5. Jan. 1945               | Apr. 1948                                |               |        | 1945 infolge von Reparationen geschlossen                                                                                   | Köpenick                         |
| Landsberger Allee (1950–1992: Leninallee) | Ringbahn                                               | S41 · S42 · S8 · S85                      | Prenzlauer Berg (Friedrichshain-Kreuzberg) 52° 31′ 46″ N, 13° 27′ 17″ O       | 1. Feb. 1929                             |                                          |               |        | | Landsberger Allee                |
| Lankwitz | Anhalter Vorortbahn                                    | S25 · S26                                 | Lankwitz (Steglitz-Zehlendorf)                                                | 2. Juli 1929 28. Mai 1995                | 1. Sep. 1984                             |               |        | | Lankwitz                         |
| Lehnitz | Nordbahn                                               | S1                                        | Lehnitz (Oranienburg) 52° 44′ 28″ N, 13° 15′ 49″ O                            | 4. Okt. 1925                             |                                          |               |        | | Lehnitz                          |
| Lichtenberg (bis 1954: Lichtenberg-Friedrichsfelde)                                                                                                   | Ostbahn                                                | S5 · S7 · S75                             | Lichtenberg (Lichtenberg) 52° 30′ 38″ N, 13° 29′ 47″ O                        | 6. Nov. 1928                             |                                          | ×             | ×      | | Lichtenberg                      |
| Lichtenrade | Dresdner Bahn                                          | S2                                        | Lichtenrade (Tempelhof-Schöneberg)                                            | 15. Mai 1939                             |                                          |               |        | | Lichtenrade                      |
| Lichterfelde Ost | Anhalter Vorortbahn                                    | S25 · S26                                 | Lichterfelde (Steglitz-Zehlendorf)                                            | 2. Juli 1929 28. Mai 1995                | 9. Jan. 1984                             | ×             |        | | Lichterfelde Ost                 |
| Lichterfelde Süd | Anhalter Vorortbahn Lichterfelde Süd–Teltow Stadt      | S25 · S26                                 | Lichterfelde (Steglitz-Zehlendorf)                                            | 9. Aug. 1943 25. Sep. 1998               | 9. Jan. 1984                             |               |        | | Lichterfelde Süd                 |
| Lichterfelde West | Wannseebahn                                            | S1                                        | Lichterfelde (Steglitz-Zehlendorf) 52° 26′ 36″ N, 13° 17′ 41″ O               | 15. Mai 1933 1. Feb. 1985                | 18. Sep. 1980                            |               |        | 1980 infolge des Reichsbahnerstreiks geschlossen                                                                            | Lichterfelde West                |
| Mahlow | Dresdner Bahn                                          | S2                                        | Blankenfelde-Mahlow                                                           | 15. Mai 1939 31. Aug. 1992               | 12. Sep. 1961                            |               |        | | Mahlow                           |
| Mahlsdorf | Ostbahn                                                | S5                                        | Mahlsdorf (Marzahn-Hellersdorf) 52° 30′ 43″ N, 13° 36′ 36″ O                  | 15. Dez. 1930                            |                                          |               |        | | Mahlsdorf                        |
| Marienfelde | Dresdner Bahn                                          | S2                                        | Marienfelde (Tempelhof-Schöneberg)                                            | 15. Mai 1939                             |                                          |               |        | | Marienfelde                      |
| Marzahn | Wriezener Bahn                                         | S7                                        | Marzahn (Marzahn-Hellersdorf) 52° 32′ 37″ N, 13° 32′ 28″ O                    | 30. Dez. 1976                            |                                          |               |        | | Marzahn                          |
| Mehrower Allee (bis 1992: Otto-Winzer-Straße) | Wriezener Bahn                                         | S7                                        | Marzahn (Marzahn-Hellersdorf) 52° 33′ 27″ N, 13° 33′ 13″ O                    | 15. Dez. 1980                            |                                          |               |        | | Mehrower Allee                   |
| Messe Nord/ZOB (bis 2002: Witzleben, 2002–2024: Messe Nord/ICC [Witzleben])                                                                           | Ringbahn                                               | S41 · S42 · S46                           | Charlottenburg (Charlottenburg-Wilmersdorf) 52° 30′ 28″ N, 13° 17′ 1″ O       | 1. Feb. 1929 17. Dez. 1993               | 18. Sep. 1980                            |               | ×      | 1980 infolge des Reichsbahnerstreiks geschlossen Übergang zum U-Bahnhof Kaiserdamm                                          | Messe Nord/ICC                   |
| Messe Süd (bis 1936: Eichkamp, 1936–1946: Deutschlandhalle, 1946–2002: Eichkamp)                                                                      | Spandauer Vorortbahn                                   | S3 · S9                                   | Westend (Charlottenburg-Wilmersdorf) 52° 29′ 55″ N, 13° 16′ 13″ O             | 23. Aug. 1928 16. Jan. 1998              | 17. Sep. 1980                            |               |        | 1980 infolge des Reichsbahnerstreiks geschlossen                                                                            | Messe Süd                        |
| Mexikoplatz (bis 1958: Zehlendorf West, 1958–1987: Lindenthaler Allee)                                                                                | Wannseebahn                                            | S1                                        | Zehlendorf (Steglitz-Zehlendorf) 52° 26′ 15″ N, 13° 13′ 57″ O                 | 15. Mai 1933 1. Feb. 1985                | 18. Sep. 1980                            |               |        | 1980 infolge des Reichsbahnerstreiks geschlossen                                                                            | Mexikoplatz                      |
| Mühlenbeck-Mönchmühle | Blankenburg–Hohen Neuendorf                            | S8                                        | Mühlenbecker Land 52° 39′ 17″ N, 13° 23′ 12″ O                                | 2. Sep. 1984                             |                                          |               |        | | Mühlenbeck-Mönchmühle            |
| Neuenhagen (b Berlin) | Ostbahn                                                | S5                                        | Neuenhagen bei Berlin 52° 31′ 15″ N, 13° 42′ 1″ O                             | 1. Sep. 1948                             |                                          |               |        | | Neuenhagen (b Berlin)            |
| Neukölln | Ringbahn Verbindungsbahn Baumschulenweg–Neukölln       | S41 · S42 · S45 · S46 · S47               | Neukölln (Neukölln) 52° 28′ 10″ N, 13° 26′ 32″ O                              | 6. Nov. 1928 18. Sep. 1980               | 17. Dez. 1993                            |               | ×      | 1980 infolge des Reichsbahnerstreiks geschlossen                                                                            | Neukölln                         |
| Nikolassee | Wannseebahn Wetzlarer Bahn                             | S1 · S7                                   | Nikolassee (Steglitz-Zehlendorf) 52° 25′ 54″ N, 13° 11′ 36″ O                 | 6. Nov. 1928 1. Mai 1984                 | 1. Sep. 1984                             |               |        | Wannseebahnsteig 1980–1985 geschlossen                                                                                      | Nikolassee                       |
| Nöldnerplatz (bis 1954: Neu-Lichtenberg) | Ostbahn                                                | S5 · S7 · S75                             | Rummelsburg (Lichtenberg) 52° 30′ 14″ N, 13° 29′ 7″ O                         | 6. Nov. 1928                             |                                          |               |        | | Nöldnerplatz                     |
| Nordbahnhof (bis 1950: Stettiner Bahnhof) | Nord-Süd-Tunnel Stettiner Bahn                         | S1 · S2 · S25 · S26                       | Mitte (Mitte) 52° 31′ 55″ N, 13° 23′ 16″ O                                    | 27. Juli 1936 16. Nov. 1947 1. Sep. 1990 | Apr. 1945 13. Aug. 1961                  |               |        | Tunnelbahnhof unterhalb des Fernbahnhofs                                                                                    | Nordbahnhof                      |
| Oberspree | Zweigbahn Schöneweide–Spindlersfeld                    | S47                                       | Niederschöneweide (Treptow-Köpenick) 52° 27′ 9″ N, 13° 32′ 18″ O              | 1. Feb. 1929                             |                                          |               |        | | Oberspree                        |
| Olympiastadion (bis 1930: Rennbahn, 1930–1935: Stadion-Rennbahn Grunewald, 1935–1960: Reichssportfeld)                                                | Spandauer Vorortbahn                                   | S3 · S9                                   | Westend (Charlottenburg-Wilmersdorf) 52° 30′ 42″ N, 13° 14′ 33″ O             | 23. Aug. 1928 16. Jan. 1998              | 18. Sep. 1980                            |               |        | Zusätzlich achtgleisiger Kopfbahnhof für Veranstaltungen; 1980 infolge des Reichsbahnerstreiks geschlossen                  | Olympiastadion                   |
| Oranienburg | Nordbahn                                               | S1                                        | Oranienburg 52° 45′ 13″ N, 13° 14′ 59″ O                                      | 4. Okt. 1925                             |                                          | ×             |        | | Oranienburg                      |
| Oranienburger Straße | Nord-Süd-Tunnel                                        | S1 · S2 · S25 · S26                       | Mitte (Mitte)                                                                 | 27. Juli 1936 16. Nov. 1947 1. Sep. 1990 | Apr. 1945 13. Aug. 1961                  |               |        | | Oranienburger Straße             |
| Osdorfer Straße | Anhalter Bahn                                          | S25 · S26                                 | Lichterfelde (Steglitz-Zehlendorf                                             | 25. Sep. 1998                            |                                          |               |        | | Osdorfer Straße                  |
| Ostbahnhof (bis 1950: Schlesischer Bahnhof, 1987–1999: Hauptbahnhof)                                                                                  | Ostbahn Schlesische Bahn Stadtbahn                     | S3 · S5 · S7 · S75 · S9                   | Friedrichshain (Friedrichshain-Kreuzberg) 52° 30′ 36″ N, 13° 26′ 5″ O         | 11. Juni 1928                            |                                          | ×             |        | | Ostbahnhof                       |
| Ostkreuz (bis 1933: Stralau-Rummelsburg) | Ostbahn Ringbahn Schlesische Bahn                      | S3 · S41 · S42 · S5 · S7 · S75 · S8 · S85 | Friedrichshain (Friedrichshain-Kreuzberg) 52° 30′ 11″ N, 13° 28′ 8″ O         | 11. Juni 1928 21. Juni 1945              | Apr. 1945                                | ×             |        | | Ostkreuz                         |
| Pankow (bis 1954: Pankow-Schönhausen) | Stettiner Bahn                                         | S2 · S26 · S8 · S85                       | Pankow (Pankow) 52° 34′ 0″ N, 13° 24′ 40″ O                                   | 8. Aug. 1924                             |                                          |               | ×      | | Pankow                           |
| Pankow-Heinersdorf | Stettiner Bahn                                         | S2 · S26 · S8                             | Pankow (Pankow) 52° 34′ 42″ N, 13° 25′ 47″ O                                  | 8. Aug. 1924                             |                                          |               |        | | Pankow-Heinersdorf               |
| Petershagen Nord (bis 1967: Giebelsee) | Ostbahn                                                | S5                                        | Petershagen/Eggersdorf 52° 31′ 45″ N, 13° 47′ 28″ O                           | 31. Okt. 1948                            |                                          |               |        | | Petershagen Nord                 |
| Perleberger Brücke | S21                                                    | S21                                       | Moabit (Mitte)                                                                | noch nicht eröffnet                      |                                          |               |        | | Perleberger Brücke               |
| Pichelsberg | Spandauer Vorortbahn                                   | S3 · S9                                   | Westend (Charlottenburg-Wilmersdorf) 52° 30′ 37″ N, 13° 13′ 38″ O             | 23. Aug. 1928 16. Jan. 1998              | 18. Sep. 1980                            |               |        | 1980 infolge des Reichsbahnerstreiks geschlossen                                                                            | Pichelsberg                      |
| Plänterwald | Görlitzer Bahn                                         | S8 · S85 · S9                             | Plänterwald (Treptow-Köpenick) 52° 28′ 43″ N, 13° 28′ 24″ O                   | 3. Juni 1956                             |                                          |               |        | | Plänterwald                      |
| Poelchaustraße (bis 1992: Karl-Maron-Straße) | Wriezener Bahn                                         | S7                                        | Marzahn (Marzahn-Hellersdorf) 52° 32′ 8″ N, 13° 32′ 8″ O                      | 28. Sep. 1979                            |                                          |               |        | | Poelchaustraße                   |
| Potsdamer Bahnhof | Stammbahn                                              |                                           | Tiergarten (Mitte) 52° 30′ 28″ N, 13° 22′ 37″ O                               | 15. Mai 1933                             | Feb. 1945                                | ×             | ×      | |                                  |
| Potsdamer Platz | Nord-Süd-Tunnel                                        | S1 · S2 · S25 · S26                       | Mitte (Mitte)                                                                 | 15. Apr. 1939 2. Juni 1946 1. März 1992  | Apr. 1945 13. Aug. 1961                  | ×             | ×      | | Potsdamer Platz                  |
| Potsdamer Ringbahnhof | Anhalter Vorortbahn Südringspitzkehre                  |                                           | Tiergarten (Mitte)                                                            | 18. Apr. 1929 6. Aug. 1945               | 3. Juli 1944 27. Juli 1946               | ×             | ×      | |                                  |
| Potsdam Hauptbahnhof (bis 1960: Potsdam, 1960–1999: Potsdam Stadt)                                                                                    | Wannseebahn                                            | S7                                        | Potsdam 52° 23′ 30″ N, 13° 4′ 0″ O                                            | 6. Nov. 1928 1. Apr. 1992                | 9. Okt. 1961                             | ×             |        | 1961–1992 infolge des Mauerbaus kein elektrischer Betrieb                                                                   | Potsdam Hauptbahnhof             |
| Prenzlauer Allee | Ringbahn                                               | S41 · S42 · S8 · S85                      | Prenzlauer Berg (Pankow) 52° 32′ 41″ N, 13° 25′ 34″ O                         | 1. Feb. 1929                             |                                          |               |        | | Prenzlauer Allee                 |
| Priesterweg | Anhalter Vorortbahn Dresdner Bahn                      | S2 · S25 · S26                            | Schöneberg (Tempelhof-Schöneberg)                                             | 7. Okt. 1928                             |                                          |               |        | | Priesterweg                      |
| Rahnsdorf | Schlesische Bahn                                       | S3                                        | Rahnsdorf (Treptow-Köpenick) 52° 27′ 6″ N, 13° 41′ 23″ O                      | 11. Juni 1928 1. Sep. 1948               | Apr. 1945                                |               |        | 1945 infolge von Reparationen geschlossen                                                                                   | Rahnsdorf                        |
| Rangsdorf | Dresdener Bahn                                         |                                           | Rangsdorf (Rangsdorf) 52° 17′ 40″ N, 13° 25′ 50″ O                            | 6. Okt. 1940                             | 12. Sep. 1961                            | ×             |        | Für den Regionalverkehr in Betrieb                                                                                          | Rangsdorf                        |
| Raoul-Wallenberg-Straße (bis 1992: Bruno-Leuschner-Straße)                                                                                            | Wriezener Bahn                                         | S7                                        | Marzahn (Marzahn-Hellersdorf) 52° 33′ 3″ N, 13° 32′ 51″ O                     | 15. Dez. 1980                            |                                          |               |        | | Raoul-Wallenberg-Straße          |
| Rathaus Steglitz (bis 1992: Berlin-Steglitz) | Wannseebahn                                            | S1                                        | Steglitz (Steglitz-Zehlendorf) 52° 27′ 22″ N, 13° 19′ 18″ O                   | 15. Mai 1933 1. Feb. 1985                | 18. Sep. 1980                            |               | ×      | 1980 infolge des Reichsbahnerstreiks geschlossen                                                                            | Rathaus Steglitz                 |
| Röntgental | Stettiner Bahn                                         | S2                                        | Panketal 52° 38′ 55″ N, 13° 30′ 48″ O                                         | 8. Aug. 1924                             |                                          |               |        | | Röntgental                       |
| Rummelsburg | Schlesische Bahn                                       | S3                                        | Rummelsburg (Lichtenberg) 52° 30′ 4″ N, 13° 28′ 44″ O                         | 11. Juni 1928 5. Jan. 1948               | Apr. 1945                                |               |        | 1945 infolge von Reparationen geschlossen                                                                                   | Rummelsburg                      |
| Savignyplatz | Stadtbahn                                              | S3 · S5 · S7 · S9                         | Charlottenburg (Tempelhof-Schöneberg)                                         | 11. Juni 1928                            |                                          |               |        | | Savignyplatz                     |
| Schichauweg | Dresdner Bahn                                          | S2                                        | Lichtenrade (Tempelhof-Schöneberg)                                            | 1. Dez. 1990                             |                                          |               |        | | Schichauweg                      |
| Schlachtensee | Wannseebahn                                            | S1                                        | Nikolassee (Steglitz-Zehlendorf) 52° 26′ 24″ N, 13° 12′ 55″ O                 | 15. Mai 1933 1. Feb. 1985                | 18. Sep. 1980                            |               |        | 1980 infolge des Reichsbahnerstreiks geschlossen                                                                            | Schlachtensee                    |
| Schöneberg | Ringbahn Wannseebahn                                   | S1 · S41 · S42 · S46                      | Schöneberg (Tempelhof-Schöneberg) 52° 28′ 46″ N, 13° 21′ 6″ O                 | 1. März 1933 17. Dez. 1993               | 18. Sep. 1980                            |               |        | 1980 infolge des Reichsbahnerstreiks geschlossen                                                                            | Schöneberg                       |
| Schönefeld (bei Berlin) (bis 1976: Zentralflughafen Berlin-Schönefeld, 1976–2020: Berlin-Schönefeld Flughafen, 2020–2023: Flughafen BER – Terminal 5) | Grünauer Kreuz–BER                                     | S45 · S9                                  | Schönefeld 52° 23′ 29″ N, 13° 30′ 46″ O                                       | 26. Feb. 1962                            |                                          |               |        | | Schönefeld (bei Berlin)          |
| Schöneweide (bis 1929: Niederschöneweide-Johannisthal)                                                                                                | Görlitzer Bahn Zweigbahn Schöneweide–Spindlersfeld     | S45 · S46 · S47 · S8 · S85 · S9           | Niederschöneweide (Treptow-Köpenick) 52° 27′ 18″ N, 13° 30′ 34″ O             | 6. Nov. 1928                             |                                          | ×             |        | | Schöneweide                      |
| Schönfließ | Blankenburg–Hohen Neuendorf                            | S8                                        | Mühlenbecker Land 52° 39′ 53″ N, 13° 20′ 25″ O                                | 19. Nov. 1961                            |                                          |               |        | | Schönfließ                       |
| Schönhauser Allee | Ringbahn                                               | S41 · S42 · S8 · S85                      | Prenzlauer Berg (Pankow) 52° 32′ 57″ N, 13° 24′ 58″ O                         | 1. Feb. 1929                             |                                          |               | ×      | | Schönhauser Allee                |
| Schönholz (bis 1938: Schönholz-Reinickendorf) | Kremmener Bahn Nordbahn                                | S1 · S25 · S85                            | Reinickendorf (Reinickendorf) 52° 34′ 17″ N, 13° 22′ 53″ O                    | 5. Juni 1925 1. Okt. 1984                | 9. Jan. 1984                             |               |        | Namensgebende Ortslage liegt im Bezirk Pankow                                                                               | Schönholz                        |
| Schulzendorf (b Tegel) | Kremmener Bahn                                         | S25                                       | Heiligensee (Reinickendorf) 52° 36′ 46″ N, 13° 14′ 45″ O                      | 16. März 1927 15. Dez. 1998              | 9. Jan. 1984                             |               |        | | Schulzendorf (b Tegel)           |
| Siemensstadt | Siemensbahn                                            |                                           | Siemensstadt (Spandau) 52° 32′ 21″ N, 13° 15′ 49″ O                           | 18. Dez. 1929                            | 18. Sep. 1980                            |               |        | | Siemensstadt                     |
| Siemensstadt-Fürstenbrunn | Hamburger Bahn                                         |                                           | Westend (Charlottenburg-Wilmersdorf) 52° 31′ 41″ N, 13° 16′ 10″ O             | 28. Aug. 1951                            | 18. Sep. 1980                            |               |        | | Siemensstadt-Fürstenbrunn        |
| Sonnenallee (bis 1938: Kaiser-Friedrich-Straße, bis 1947: Braunauer Straße)                                                                           | Ringbahn                                               | S41 · S42                                 | Neukölln (Neukölln) 52° 28′ 22″ N, 13° 27′ 19″ O                              | 6. Nov. 1928 18. Dez. 1997               | 18. Sep. 1980                            |               |        | 1980 infolge des Reichsbahnerstreiks geschlossen                                                                            | Sonnenallee                      |
| Spandau bis 1997: Spandau West) | Spandauer Vorortbahn                                   | S3 · S9                                   | Spandau (Spandau) 52° 32′ 5″ N, 13° 11′ 45″ O                                 | 23. Aug. 1928 30. Dez. 1998              | 18. Sep. 1980                            | ×             | ×      | Umstieg U-Bahnhof Rathaus Spandau; 1980 infolge des Reichsbahnerstreiks geschlossen                                         | Spandau                          |
| Spindlersfeld | Zweigbahn Schöneweide–Spindlersfeld                    | S47                                       | Köpenick (Treptow-Köpenick) 52° 26′ 50″ N, 13° 33′ 41″ O                      | 1. Feb. 1929                             |                                          |               |        | | Spindlersfeld                    |
| Springpfuhl | Springpfuhl–Wartenberg Wriezener Bahn                  | S7 · S75                                  | Marzahn (Marzahn-Hellersdorf) 52° 31′ 38″ N, 13° 32′ 11″ O                    | 30. Dez. 1976                            |                                          |               |        | | Springpfuhl                      |
| Staaken | Lehrter Bahn                                           |                                           | Staaken (Spandau) 52° 32′ 16″ N, 13° 8′ 29″ O                                 | 3. Aug. 1951 4. März 1962                | 13. Aug. 1961 17. Sep. 1980              | ×             |        | Für den Regionalverkehr in Betrieb                                                                                          | Staaken                          |
| Stahnsdorf (bis 1948: Stahnsdorf Reichsbahn) | Friedhofsbahn                                          |                                           | Stahnsdorf 52° 23′ 14″ N, 13° 11′ 34″ O                                       | 10. Juli 1928 27. Mai 1948 11. Sep. 1954 | 27. Mai 1948 19. Jan. 1953 13. Aug. 1961 |               |        | 1961 infolge des Mauerbaus geschlossen                                                                                      | Stahnsdorf                       |
| Stettiner Vorortbahnhof | Stettiner Bahn                                         |                                           | Mitte (Mitte) 52° 31′ 57″ N, 13° 23′ 5″ O                                     | 8. Aug. 1924                             | 27. Juli 1936                            |               |        | Vorortbahnhof des Stettiner Bahnhofs                                                                                        | Stettiner Vorortbahnhof          |
| Stolpe Süd (bis 1959: Hennigsdorf Süd) | Kremmener Bahn                                         |                                           | Stolpe-Süd (Hennigsdorf) 52° 37′ 49″ N, 13° 13′ 24″ O                         | 4. Juni 1954                             | 14. Aug. 1961                            |               |        | Ab 1958 öffentlicher Halt                                                                                                   | Stolpe Süd                       |
| Storkower Straße (bis 1977: Zentralviehhof) | Ringbahn                                               | S41 · S42 · S8 · S85                      | Prenzlauer Berg (Friedrichshain-Kreuzberg) 52° 31′ 26″ N, 13° 27′ 52″ O       | 1. Feb. 1929 Aug. 1945 25. Juli 1951     | Apr. 1945 2. Nov. 1947                   |               |        | | Storkower Straße                 |
| Strausberg | Strausberg–Strausberg Nord Ostbahn                     | S5                                        | Strausberg 52° 31′ 55″ N, 13° 50′ 13″ O                                       | 31. Okt. 1948                            |                                          | ×             |        | | Strausberg                       |
| Strausberg Nord | Strausberg–Strausberg Nord                             | S5                                        | Strausberg 52° 35′ 25″ N, 13° 54′ 30″ O                                       | 3. Juni 1956                             |                                          |               |        | | Strausberg Nord                  |
| Strausberg Stadt | Strausberg–Strausberg Nord                             | S5                                        | Strausberg 52° 34′ 36″ N, 13° 53′ 16″ O                                       | 3. Juni 1956                             |                                          |               |        | | Strausberg Stadt                 |
| Stresow (bis 1936: Spandau Hbf, 1936–1997: Spandau)                                                                                                   | Spandauer Vorortbahn                                   | S3 · S9                                   | Spandau (Spandau) 52° 31′ 55″ N, 13° 12′ 32″ O                                | 23. Aug. 1928 30. Dez. 1998              | 18. Sep. 1980                            |               |        | 1980 infolge des Reichsbahnerstreiks geschlossen                                                                            | Stresow                          |
| Südende | Anhalter Vorortbahn                                    | S25 · S26                                 | Steglitz (Steglitz-Zehlendorf)                                                | 2. Juli 1929 28. Mai 1995                | 9. Jan. 1984                             |               |        | | Südende                          |
| Südkreuz (bis 2006: Papestraße) | Anhalter Vorortbahn Dresdner Bahn Ringbahn             | S2 · S25 · S26 · S41 · S42 · S45 · S46    | Schöneberg (Tempelhof-Schöneberg) 52° 28′ 32″ N, 13° 21′ 52″ O                | 6. Nov. 1928 7. Juli 2004                |                                          | ×             |        | | Südkreuz                         |
| Sundgauer Straße | Wannseebahn                                            | S1                                        | Zehlendorf (Steglitz-Zehlendorf) 52° 26′ 11″ N, 13° 16′ 26″ O                 | 1. Juli 1934 1. Feb. 1985                |                                          |               |        | 1980 infolge des Reichsbahnerstreiks geschlossen                                                                            | Sundgauer Straße                 |
| Tegel | Kremmener Bahn                                         | S25                                       | Tegel (Reinickendorf) 52° 35′ 19″ N, 13° 17′ 22″ O                            | 16. März 1927 28. Mai 1995               | 9. Jan. 1984                             |               | ×      | Übergang U-Bahnhof Alt-Tegel                                                                                                | Tegel                            |
| Teltow | Anhalter Vorortbahn                                    |                                           | Teltow 52° 23′ 18″ N, 13° 18′ 0″ O                                            | 7. Juli 1951                             | 13. Aug. 1961                            | ×             |        | Für den Regionalverkehr in Betrieb                                                                                          | Teltow                           |
| Teltow Stadt | Lichterfelde Süd–Teltow Stadt                          | S25                                       | Teltow                                                                        | 25. Feb. 2005                            |                                          |               |        | | Teltow Stadt                     |
| Tempelhof | Ringbahn                                               | S41 · S42 · S45 · S46                     | Tempelhof (Tempelhof-Schöneberg) 52° 28′ 15″ N, 13° 23′ 7″ O                  | 6. Nov. 1928 17. Dez. 1993               | 28. Sep. 1980                            |               | ×      | | Tempelhof                        |
| Tiergarten | Stadtbahn                                              | S3 · S5 · S7 · S9                         | Hansaviertel (Mitte)                                                          | 11. Juni 1928 11. Nov. 1996              | 30. Okt. 1994                            |               |        | | Tiergarten                       |
| Treptower Park (bis 1937: Treptow) | Ringbahn                                               | S41 · S42 · S8 · S85 · S9                 | Alt-Treptow (Treptow-Köpenick) 52° 29′ 38″ N, 13° 27′ 41″ O                   | 6. Nov. 1928                             |                                          |               |        | | Treptower Park                   |
| Velten (Mark) | Kremmener Bahn                                         |                                           | Velten 52° 41′ 6″ N, 13° 10′ 20″ O                                            | 16. März 1927                            | 20. Sep. 1983                            | ×             |        | Für den Regionalverkehr in Betrieb                                                                                          | Velten (Mark)                    |
| Waidmannslust | Nordbahn                                               | S1 · S85                                  | Waidmannslust (Reinickendorf) 52° 36′ 23″ N, 13° 19′ 16″ O                    | 5. Juni 1925 1. Okt. 1984                | 9. Jan. 1984                             |               |        | | Waidmannslust                    |
| Wannsee | Wannseebahn Wetzlarer Bahn                             | S1 · S7                                   | Wannsee (Steglitz-Zehlendorf) 52° 25′ 17″ N, 13° 10′ 45″ O                    | 6. Nov. 1928 1. Mai 1984                 | 9. Jan. 1984                             | ×             |        | Wannseebahnsteig 1980–1985 geschlossen                                                                                      | Wannsee                          |
| Wannseebahnhof | Wannseebahn                                            |                                           | Tiergarten (Mitte)                                                            | 15. Mai 1933                             | 8. Okt. 1939                             | ×             | ×      | |                                  |
| Warschauer Straße | Ostbahn Schlesische Bahn                               | S3 · S5 · S7 · S75 · S9                   | Friedrichshain (Friedrichshain-Kreuzberg) 52° 30′ 22″ N, 13° 27′ 1″ O         | 11. Juni 1928 5. Nov. 1945               | Apr. 1945                                |               | ×      | 1948 Wiederaufnahme des elektrischen Betriebs auf der Schlesischen Bahn                                                     | Warschauer Straße                |
| Wartenberg | Springpfuhl–Wartenberg                                 | S75                                       | Neu-Hohenschönhausen (Lichtenberg) 52° 34′ 23″ N, 13° 30′ 14″ O               | 20. Dez. 1985                            |                                          |               |        | | Wartenberg                       |
| Waßmannsdorf | Grünauer Kreuz–BER                                     | S45 · S9                                  | Waßmannsdorf Schönefeld 52° 22′ 5″ N, 13° 27′ 48″ O                           | 26. Okt. 2020                            |                                          |               |        | | Waßmannsdorf                     |
| Wedding | Ringbahn                                               | S41 · S42                                 | Wedding (Mitte) 52° 32′ 33″ N, 13° 21′ 58″ O                                  | 1. Feb. 1929 15. Juni 2002               | 18. Sep. 1980                            |               | ×      | 1980 infolge des Reichsbahnerstreiks geschlossen                                                                            | Wedding                          |
| Wernerwerk | Siemensbahn                                            |                                           | Siemensstadt (Spandau) 52° 32′ 4″ N, 13° 16′ 34″ O                            | 18. Dez. 1929                            | 18. Sep. 1980                            |               |        | | Wernerwerk                       |
| Westend | Ringbahn                                               | S41 · S42 · S46                           | Charlottenburg (Charlottenburg-Wilmersdorf) 52° 31′ 5″ N, 13° 17′ 4″ O        | 1. Feb. 1929 17. Dez. 1993               | 18. Sep. 1980                            |               |        | 1980 infolge des Reichsbahnerstreiks geschlossen                                                                            | Westend                          |
| Westhafen (bis 1999: Putlitzstraße) | Ringbahn                                               | S41 · S42                                 | Moabit (Mitte) 52° 32′ 11″ N, 13° 20′ 38″ O                                   | 1. Feb. 1929 19. Dez. 1999               | 18. Sep. 1980                            |               | ×      | 1980 infolge des Reichsbahnerstreiks geschlossen                                                                            | Westhafen                        |
| Westkreuz (bis 1932: Ausstellung) | Ringbahn Spandauer Vorortbahn Wetzlarer Bahn           | S3 · S41 · S42 · S46 · S5 · S7 · S9       | Charlottenburg (Charlottenburg-Wilmersdorf) 52° 30′ 4″ N, 13° 17′ 2″ O        | 10. Dez. 1928 1. Mai 1984                | 9. Jan. 1984                             |               |        | Ringbahnsteig 1980 infolge des Reichsbahnerstreiks geschlossen 1993 Wiedereröffnung des Ringbahnsteigs                      | Westkreuz                        |
| Wildau | Görlitzer Bahn                                         | S46                                       | Wildau 52° 19′ 12″ N, 13° 38′ 2″ O                                            | 30. Apr. 1951                            |                                          |               |        | | Wildau                           |
| Wilhelmshagen | Schlesische Bahn                                       | S3                                        | Rahnsdorf (Treptow-Köpenick) 52° 26′ 19″ N, 13° 43′ 20″ O                     | 11. Juni 1928 1. Sep. 1948               | Apr. 1945                                |               |        | 1945 infolge von Reparationen geschlossen                                                                                   | Wilhelmshagen                    |
| Wilhelmsruh (bis 1937: Reinickendorf-Rosenthal) | Nordbahn                                               | S1 · S85                                  | Reinickendorf (Reinickendorf) 52° 34′ 53″ N, 13° 21′ 47″ O                    | 5. Juni 1925 1. Okt. 1984                | 9. Jan. 1984                             |               |        | Namensgebender Ortsteil liegt im Bezirk Pankow                                                                              | Wilhelmsruh                      |
| Wittenau (Wilhelmsruher Damm) (bis 1994: Wittenau [Nordbahn])                                                                                         | Nordbahn                                               | S1 · S85                                  | Wittenau (Reinickendorf) 52° 35′ 45″ N, 13° 20′ 12″ O                         | 5. Juni 1925 1. Okt. 1984                | 9. Jan. 1984                             |               | ×      | | Wittenau                         |
| Wollankstraße (bis 1937: Pankow [Nordbahn]) | Nordbahn                                               | S1 · S25 · S85                            | Pankow (Pankow) 52° 33′ 55″ N, 13° 23′ 32″ O                                  | 5. Juni 1925 1. Okt. 1984                | 9. Jan. 1984                             |               |        | Ost-Berliner S-Bahnhof mit Zugang nach West-Berlin                                                                          | Wollankstraße                    |
| Wuhletal | Ostbahn                                                | S5                                        | Biesdorf (Marzahn-Hellersdorf) 52° 30′ 45″ N, 13° 34′ 30″ O                   | 1. Juli 1989                             |                                          |               | ×      | Bahnsteiggleicher Umstieg zur U5                                                                                            | Wuhletal                         |
| Wuhlheide (bis 1929: Sadowa) | Schlesische Bahn                                       | S3                                        | Köpenick (Treptow-Köpenick) 52° 28′ 8″ N, 13° 33′ 12″ O                       | 11. Juni 1928 5. Jan. 1948               | Apr. 1945                                |               |        | 1945 infolge von Reparationen geschlossen                                                                                   | Wuhlheide                        |
| Yorckstraße | Anhalter Vorortbahn Dresdener Bahn                     | S2 · S25 · S26                            | Schöneberg (Tempelhof-Schöneberg) 52° 29′ 32″ N, 13° 22′ 20″ O                | 15. Mai 1939                             |                                          |               | ×      | Halt der S2, S25 und S26 | S-Bahnhof Yorckstraße            |
| Yorckstraße (Großgörschenstraße) | Wannseebahn                                            | S1                                        | Schöneberg (Tempelhof-Schöneberg) 52° 29′ 32″ N, 13° 22′ 4″ O                 | 9. Okt. 1939 1. Feb. 1985                | 18. Sep. 1980                            |               | ×      | Halt der S1 | Yorckstraße (Großgörschenstraße) |
| Zehlendorf (bis 1938: Zehlendorf Mitte) | Stammbahn Wannseebahn                                  | S1                                        | Zehlendorf (Steglitz-Zehlendorf) 52° 25′ 51″ N, 13° 15′ 30″ O                 | 15. Mai 1933 1. Feb. 1985                | 18. Sep. 1980                            |               |        | 1980 infolge des Reichsbahnerstreiks geschlossen                                                                            | Zehlendorf                       |
| Zehlendorf Süd | Stammbahn                                              |                                           | Zehlendorf (Steglitz-Zehlendorf) 52° 25′ 32″ N, 13° 14′ 24″ O                 | 20. Dez. 1972                            | 18. Sep. 1980                            |               |        | | Zehlendorf Süd                   |
| Zepernick (b Bernau) (bis 1960: Zepernick [Kr Niederbarnim])                                                                                          | Stettiner Bahn                                         | S2                                        | Panketal 52° 39′ 35″ N, 13° 32′ 2″ O                                          | 8. Aug. 1924                             |                                          |               |        | | Zepernick                        |
| Zeuthen | Görlitzer Bahn                                         | S46                                       | Zeuthen 52° 20′ 55″ N, 13° 37′ 39″ O                                          | 30. Apr. 1951                            |                                          |               |        | | Zeuthen                          |
| Zoologischer Garten | Stadtbahn                                              | S3 · S5 · S7 · S9                         | Charlottenburg (Charlottenburg-Wilmersdorf) 52° 30′ 26″ N, 13° 19′ 57″ O      | 11. Juni 1928                            |                                          | ×             | ×      | | Zoologischer Garten              |